# Hunga Tonga
Hunga Tonga est un volcan sous-marin du royaume des Tonga dans le sud-ouest de l'océan Pacifique. En 2015, une éruption relie les deux îles Hunga Tonga et Hunga Ha'apai par un isthme. En 2022, une forte éruption le détruit et redivise l'île en deux.

## Géographie
| Image externe |                                                                       |
|               | Modèle 3D de la bathymétrie du volcan Hunga Tonga au 15 janvier 2022. |

Hunga Tonga est situé à trente kilomètres au sud-sud-est de Fonuafo'ou, un autre volcan sous-marin, et à une soixantaine de kilomètres au nord-nord-ouest de Nukuʻalofa, la capitale du pays. Ce volcan sous-marin fait partie de l'arc volcanique Tonga-Kermadec. En janvier 2022, il s'élève à 1,8 km du fond de la mer, s'étend sur 20 km de large et est surmonté d'une caldeira sous-marine de 5 km de diamètre.

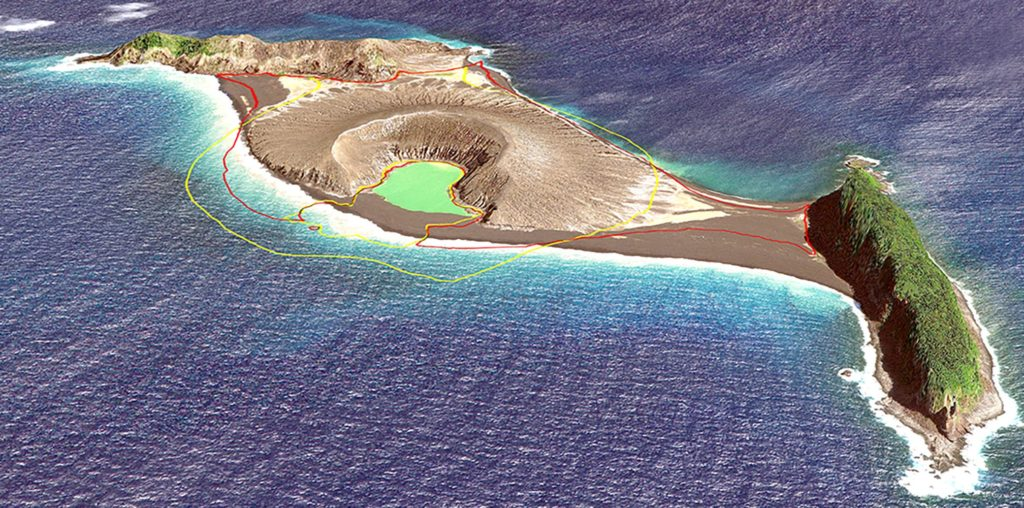
Île de Hunga Tonga Hunga Ha’apai en 2017.

Hunga Tonga et Hunga Ha'apai constituent la partie émergée de ce volcan et de sa caldeira sous-marine. À partir de 2015, les deux îles sont reliées par un isthme à faible relief au milieu duquel se trouve un petit lac de cratère. La nouvelle île mesure moins de 2 km2 pour 3 km de long, et son point le plus haut se situe à environ 150 m d'altitude. Elle est composée de téphras. En 2017, et en l'absence d'une nouvelle éruption, une étude scientifique estime la durée de vie de cette nouvelle île de l'ordre d'une dizaine d'années. En 2022, l'île s'agrandit par dépôts successifs de tuf avant que le souffle radical de l'éruption du 14 janvier ne détruise l'isthme. Les deux îles sont alors de nouveau séparées et une partie de leurs roches a disparu.

## Histoire éruptive

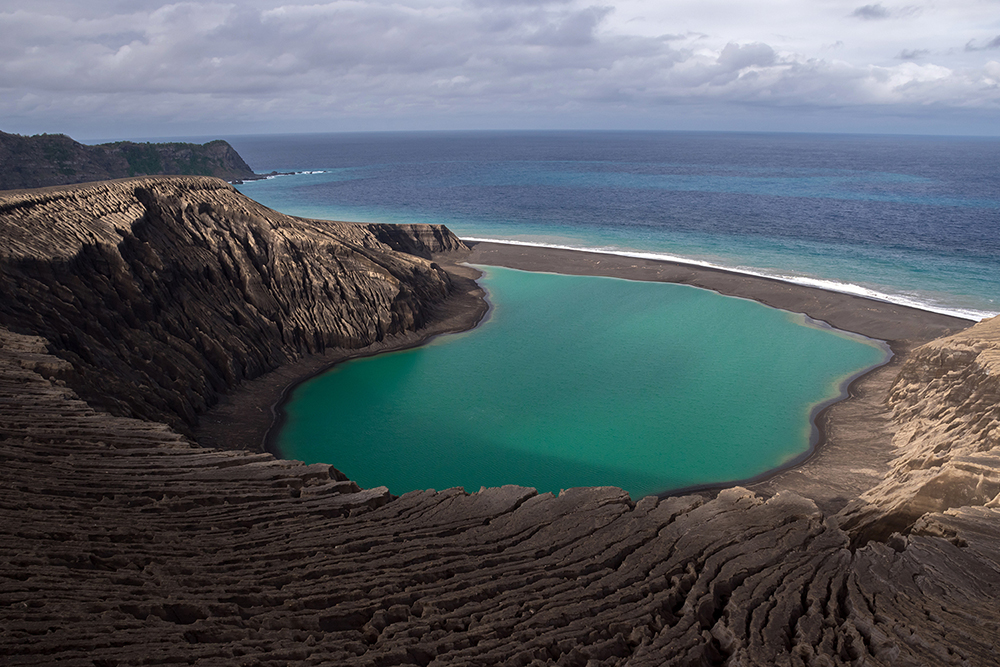
Vue depuis le sommet de Hunga Tonga - Hunga Ha'apai en juin 2017.

Le Hunga Tonga aurait déjà eu une éruption massive il y a environ 1 000 ans et se serait formé sur une caldeira de 4 à 6 km de diamètre.
En 2009, le Hunga Tonga entre en éruption (en),. L'éruption débute par une phase sous-marine, puis le nouveau cône volcanique atteint la surface et les téphras s'accumulent entre deux îles préexistantes, Hunga Tonga et Hunga Ha'apai, pour finir par les relier par une mince langue de terre. Après quelques semaines l'érosion marine sépare de nouveau les deux îles.
Lors d'une nouvelle éruption entre le 20 décembre 2014 et le 19 janvier 2015, un nouveau cratère émerge entre les deux îles situées sur le rebord de la caldeira principale. Les énormes volumes de roches et de cendres crachés par le volcan finissent par raccorder les deux îles, donnant lieu à une île nouvelle. Cette nouvelle terre est formée par des processus d'éruption hydromagmatique conduisant à la construction d'un volcan classique à cône de téphras avec de possibles coulées pyroclastiques de flanc.
En juin 2017, les explorateurs Cécile Sabau et Damien Grouille, à bord de leur voilier Colibri, parviennent à accoster sur l'île afin de réaliser des prélèvements de roche, des repérages GPS et des photographies 3D qui seront utilisés dans des recherches menées par le Dr James B. Garvin (en) de la NASA . Ils réalisent également quelques-uns des rares clichés de l'île avant sa disparition dans l'éruption de 2022.

### Éruptions de 2021-2022

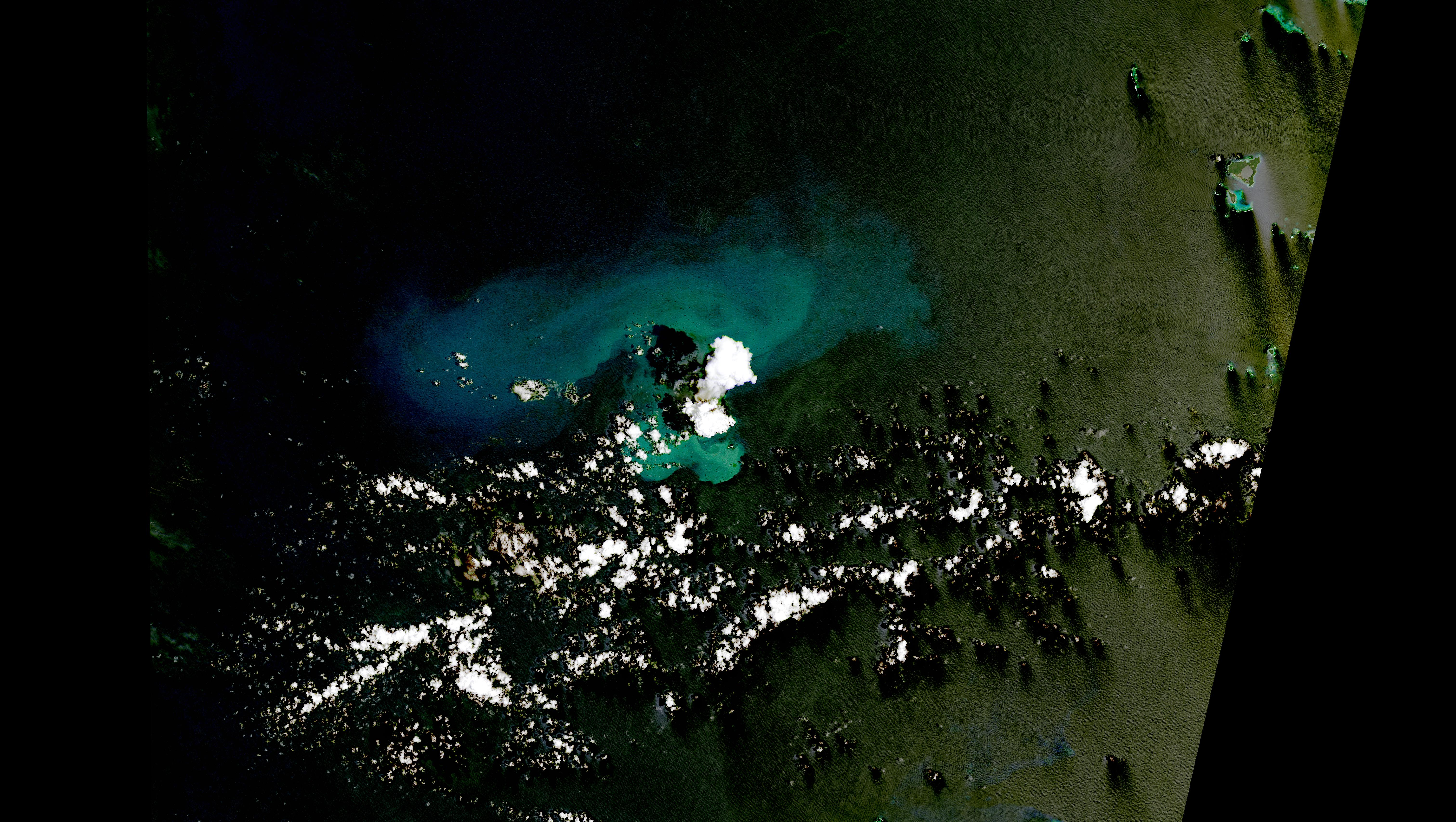
Nuage de cendres lié à l'éruption du Hunga Tonga-Hunga Ha'apai, Tonga, 24 décembre 2021.

Le 20 décembre 2021, le volcan entre à nouveau en éruption. Le nuage de cendres émis est visible de Nukuʻalofa, et les explosions audibles jusqu'à 170 km de distance. L'éruption initiale se poursuit jusqu'à 2 h du matin le 21 décembre 2021. L'activité volcanique se poursuit néanmoins, et le 25 décembre 2021, des images satellite montrent que la taille de l'île s'est accrue.
L'activité volcanique cesse le 5 janvier 2022 avant de reprendre le 13 janvier 2022, le volcan émettant alors un nuage de cendres à une altitude de 17 km. Une alerte au tsunami est émise,. Le 15 janvier 2022, le volcan connaît un regain d'éruption, avec un niveau de puissance environ sept fois plus important que le 20 décembre 2021[réf. nécessaire]. L'explosion, de type phréatique, est entendue distinctement tant sur les îles Tonga que dans d'autres pays voisins, comme les îles Fidji ou la Nouvelle-Zélande et même jusqu'en Alaska. Une alerte au tsunami est à nouveau émise peu après 17 h 30 par le service météorologique des Tonga, et une vague submerge des zones côtières aux Tonga, atteignant 1,2 m à Nukuʻalofa, et 0,6 m dans les Samoa américaines. Sur les îles les plus proches du volcan, des dégâts matériels importants sont constatés, en bord de mer de nombreuses habitations sont détruites, ailleurs des vitres sont brisées. Le câble sous-marin de télécommunication qui relie les îles du Tonga au reste du monde est coupé. Une dizaine de jours après l'éruption le bilan officiel fait état de 3 morts.
L'éruption provoque une onde de choc qui fait tout le tour du globe. Des variations significatives de la pression atmosphérique sont mesurées par de nombreuses stations météorologiques, notamment dans le Var (France). Une variation de la pression atmosphérique de 2,5 hPa est également mesurée en Suisse.
Les explosions des 14 et 15 janvier, dues à la rencontre entre l'eau de mer et le magma, ont propulsé des matériaux jusqu'à 40 kilomètres d'altitude, voire jusqu'à 50 kilomètres, recouvrant les îles voisines de cendres. Ce sont des explosions de type surtseyenne.

## Intérêt scientifique
Comme l'île nouvelle de Surtsey en Islande, son paysage subit une évolution rapide. Les observations satellitaires permettent de quantifier l'érosion due à l'abrasion marine et à la perte de masse par les cyclones à des échelles fines de l'ordre du mètre ; ce qui rend possible la compréhension des différences évolutives avec l'île islandaise notamment à propos de la composition des cendres explosives et de l'absence de laves éruptives. Les différences dans les taux d'érosion par rapport à des reliefs d'apparence similaire sur la planète Mars permettent de construire des modèles théoriques afin de comprendre l'histoire géologique du volcanisme sur d'autres planètes.
La colonisation des paysages arides par diverses espèces d'arbustes, d'herbes, d'insectes et d'oiseaux est également un sujet d'étude scientifique.